# Keton
Keton (engl. ketone, njem. Keton, prema aceton) je organski spoj opće kemijske formule R1–CO–R2, u kojima je karbonilna skupina (CO) povezana s dvjema alkilnim ili arilnim skupinama, pa se prema tomu razlikuju alifatski (na primjer aceton, CH3–CO–CH3), aromatski (benzofenon, C6H5–CO–C6H5) i mješoviti keton (acetofenon, CH3–CO–C6H5), a ako su te dvije skupine povezane međusobno, radi se o cikličkim ketonima, na primjer cikloheksanon. Ketoni s dvjema, trima ili više karbonilnih skupina jesu diketoni, triketoni i poliketoni. Niži ketoni su tekućine, a viši kristalne, lako taljive tvari ugodna mirisa, netopljive u vodi, topljive u alkoholu i eteru. 
Ketoni su rašireni u prirodi, na primjer kao hormoni kore nadbubrežne žlijezde i spolni hormoni (steroidni ketoni), alkaloidi ili kao terpenski ketoni u eteričnim uljima. Upotrebljavaju se kao sirovine i međuproizvodi u sintezi mnogih organskih spojeva te kao otapala u industriji polimernih materijala, lakova i boja, kemijskih vlakana, laštila, sredstava za čišćenje i drugo.
Ketoni nastaju oksidacijom sekundarnih alkohola. Na primjer, iz butan-2-ola oksidacijom nastaje butan-2-on odnosno keton. Ketoni u svom nazivu imaju završetak na -on, odnosno, imenu osnovnog ugljikovodika se doda nastavak -on. Po redoslijedu opadajućeg prioriteta pri odabiru i imenovanju glavne karakteristične skupine, ketoni su četrnaesti po redu razredni spojevi (zatim redom tioketoni, selenoketoni i teluroketoni).

## Aminoketonska i hidroksiketonska bojila
Aminoketonska i hidroksiketonska bojila sadrže kao kromofor benzokinonske ili naftokinonske karbonilne grupe, a kao auksokrome -NH2, -NHR ili -OH. Ona koja sadrže amino-grupe primjenjuju se najvećim dijelom kao reduktivna bojila. Hidroksiketonska bojila nemaju gotovo nikakvog praktičnog značenja. Najveći dio aminoketonskih bojila su žuta, kaki i smeđa. Neka se dobivaju djelovanjem sumpora ili sulfida (kao sumporna bojila) na produkte kondenzacije kloriranih kinona s aromatskim aminima. Tako na primjer nastaje Helindonkhaki CR, C.I. 56015, djelovanjem sulfidnih reagensa na produkt kondenzacije p-kloranilina i kloranila, tako da se atomi klora djelomično zamijene atomima sumpora. Ta se bojila primjenjuju kao reduktivna bojila za bojenje proteinskih vlakana jer prelaze u leukospojeve već u slabo alkalnim otopinama, pa se ne oštećuju vlakna. Daju vrlo postojana obojenja.

## Poveznice
- Acetofenon
- Aldehid

## Vanjske poveznice
|  | Zajednički poslužitelj ima još gradiva o temi Keton |